# نفسان (حزم العدين)

تعديل مصدري - تعديل

نفسان محلة تابعة لقرية عبر، التابعة لعزلة يريس بمديرية حزم العدين إحدى مديريات محافظة إب في الجمهورية اليمنية، بلغ تعداد سكانها 76 حسب تعداد اليمن لعام 2004.